# بات غاريت
بات غاريت (بالإنجليزية: Pat Garrett)‏ هو شريف أمريكي، ولد في 5 يونيو 1850 في مقاطعة شامبيرس في الولايات المتحدة، وتوفي في 29 فبراير 1908 في لاس كروسيس في الولايات المتحدة.

## وصلات خارجية
- بات غاريت على موقع الموسوعة البريطانية (الإنجليزية)
- بات غاريت على موقع إن إن دي بي (الإنجليزية)